# Erik van Leeuwen
Erik van Leeuwen (* 30. Juni 1968 in Zeist) ist ein ehemaliger niederländischer Biathlet. Sechs Mal startete er bei internationalen Großereignissen.
Erik van Leeuwen fing 1992 mit dem Biathlon an. Der  Grafikdesigner lebt in Reeuwijk. Sein internationales Debüt gab er im Rahmen der Biathlon-Weltmeisterschaften 1996 in Ruhpolding, bei denen er sowohl im Einzel wie auch im Sprint 85. wurde. Dieselbe Platzierung erreichte er auch 1998, bei seinem ersten Einsatz im Biathlon-Weltcup in Pokljuka. Im Sommer des Jahres trat er auch bei den Sommerbiathlon-Weltmeisterschaften 1998 in Osrblie an und wurde 62. im Sprint. Zum zweiten Mal startete der Niederländer 2000 bei den Weltmeisterschaften am Holmenkollen in Oslo. Im Einzel erreichte er Platz 81, im Sprint den 89. Rang. Die besten Ergebnisse bei einem Großereignis erreichte van Leeuwen im Rahmen der Biathlon-Europameisterschaften 2001 in Haute-Maurienne. Er wurde 49. im Sprint, 39. in der Verfolgung und 37. im Einzel. Recht erfolgreich verliefen die Biathlon-Weltmeisterschaften 2001 in Pokljuka. Dort konnte van Leeuwen mit Rang 72 im Einzel zugleich sein bestes Ergebnis im Rahmen des Weltcups erreichen. Im Sprint wurde er 84. Das Ende seiner Karriere markierten die Biathlon-Europameisterschaften 2002 in Kontiolahti, wo er 46. im Einzel und 52. im Sprint wurde.

## Biathlon-Weltcup-Platzierungen
Die Tabelle zeigt alle Platzierungen (je nach Austragungsjahr einschließlich Olympische Spiele und Weltmeisterschaften).
- 1.–3. Platz: Anzahl der Podiumsplatzierungen
- Top 10: Anzahl der Platzierungen unter den ersten zehn (einschließlich Podium)
- Punkteränge: Anzahl der Platzierungen innerhalb der Punkteränge (einschließlich Podium und Top 10)
- Starts: Anzahl gelaufener Rennen in der jeweiligen Disziplin

| Platzierung | Einzel | Sprint | Verfolgung | Massenstart | Staffel | Gesamt |
| ----------- | ------ | ------ | ---------- | ----------- | ------- | ------ |
| 1. Platz    |        |        |            |             |         |        |
| 2. Platz    |        |        |            |             |         |        |
| 3. Platz    |        |        |            |             |         |        |
| Top 10      |        |        |            |             |         |        |
| Punkteränge |        |        |            |             |         |        |
| Starts      | 9      | 21     |            |             |         | 30     |